# Солей
Солей (от латински solum – праг или solium – трон) е елемент от сакралната (църковна) архитектура и представлява невисока платформа, заемаща пространството пред иконостаса откъм наоса, която е с едно или няколко стъпала по-високо от средната част на храма. Солеят символизира Голгота (хълмът над Йерусалим, където е разпнат Спасителя).
Среща се в архитектурните решения на християнските храмове от началото на V век.
Солеят е място за свещенодействия, върху него свещенослужителите раздават на вярващите Даровете, които са приготвени в олтара. Освен тях, на него могат да стоят и дяконите, иподяконите и четците, но никога не бива да има богомолци на солея. На солея богослужителят, извършващ службата, се качва при влизането си в храма, за да се преклони пред главните икони от двете страни на Светите двери на иконостаса и едва тогава влиза в олтара през южната дяконска двер.
Днес обикновено тези правила не се спазват и миряните се качват на солея, за да се поклонят пред иконите на иконостаса, да целунат „целувателните икони“, които често се поставят пред главните иконостасни, или да участват в очистителни молитви, четени индивидуално от свещеник.